# Závod vojenských hlídek na Zimních olympijských hrách 1928
Na 2. zimní olympiádě v St. Moritzu byl po druhé v historii olympiád na pořadu závod vojenských hlídek. Protože pro tento sport zatím nebyl ustanoven žádný mezinárodní svaz, byl prohlášen MOV na těchto olympijských hrách jako sport ukázkový. Organizaci závodu vojenských hlídek tak převzal Švýcarský lyžařský svaz. Závody vojenských hlídek jsou dnes považovány za předchůdce biatlonu.
Start závodu byl vzhledem k noční sněhové nadílce zpožděn o 45 minut. Závod probíhal na běžecké trati o délce 24 km s výškovým převýšením 1124 metrů. Hlídky byly čtyřčlenné a skládaly se z důstojníka, který se nesměl účastnit střelby, poddůstojníka a dvou dalších mužů. Všichni členové hlídky museli být v době závodu činní ve vojenské službě. Do cíle museli dorazit všichni s maximálním časovým odstupem mezi prvním a posledním v délce 30 sekund. Střelba probíhala na vzdálenost 150 m a střílelo se na balony. Za každý netrefený balon následoval trest v podobě 3 trestných minut.
Na závody se dostavil jako divák dokonce nizozemský princ-manžel, kterého na olympiádě zajímala především tato disciplína, i když se v ní neudělovaly olympijské medaile. Závodů se zúčastnily hlídky z devíti zemí. Vítězství si odvezla hlídka Norska před hlídkami Finska a Švýcarska.

## Pořadí zemí
| Pořadí | Země            | 1. místo | 2. místo | 3. místo | Celkově |
| ------ | --------------- | -------- | -------- | -------- | ------- |
| 1      | Norsko (NOR)    | 1        | 0        | 0        | 1       |
| 2      | Finsko (FIN)    | 0        | 1        | 0        | 1       |
| 3      | Švýcarsko (SUI) | 0        | 0        | 1        | 1       |
|        | Celkem          | 1        | 1        | 1        | 3       |

## Ukázkové soutěže

### Muži
| Disciplína              | 1. místo                                                                           | Výkon     | 2. místo                                                                                            | Výkon     | 3. místo                                                               | Výkon     |
| ----------------------- | ---------------------------------------------------------------------------------- | --------- | --------------------------------------------------------------------------------------------------- | --------- | ---------------------------------------------------------------------- | --------- |
| závod vojenských hlídek | Norsko (NOR) · Ole Imerslund Reistad · Leif Skagnæs · Ole Stenen · Reidar Ødegaard | 3:50:47,0 | Finsko (FIN) · Eino Hjalmar Kuvaja · Kalle Tuppurainen · Esko Järvinen · Veikko Hannes Ruotsalainen | 3:54:37,0 | Švýcarsko (SUI) · Fritz Kuhn · Hugo Lehner · Otto Furrer · Anton Julen | 3:55:04,0 |